# Koji Miyoshi
Koji Miyoshi (født 26. marts 1997) er en japansk fodboldspiller.
Han har spillet for flere forskellige klubber i sin karriere, herunder Kawasaki Frontale og Hokkaido Consadole Sapporo.